# Амфитеатр в Помпеях
Амфитеатр в Помпеях — самый старый сохранившийся римский амфитеатр в мире, построенный в 70 году до н. э. Это также и самый ранний римский амфитеатр, построенный из камня. Амфитеатр получил название «Спектакула», поскольку термин amphitheatrum ещё не использовался. Его территория вмещала в себя приблизительно 20 000 зрителей, что, по предположению, на тот момент равнялось всему населению Помпей.

## Современность
В 1971 году в амфитеатре Помпей группа Pink Floyd записала концерт-фильм Live at Pompeii.